# Кіпешинська сільська рада
Кіпе́шинська сільська рада (рос. Кипешинский сельский совет) — сільське поселення у складі Троїцького району Алтайського краю Росії.
Адміністративний центр — село Біле.

## Населення
Населення — 475 осіб (2019; 541 в 2010, 686 у 2002).

## Склад
До складу сільської ради входять:
| Населений пункт | Населення, осіб (2002) | Населення, осіб (2010) |
| --------------- | ---------------------- | ---------------------- |
| Біле, село      | 534                    | 417                    |
| Кіпешино, село  | 152                    | 124                    |